# Хассельхофф, Джаред
Джаред Виктор Ханнеган (англ. Jared Victor Hennegan, также известен как Эвил Джаред Хасселхофф, англ. Evil Jared Hasselhoff; род. 5 августа 1971, Филадельфия, штат Пенсильвания, США) — бас-гитарист группы Bloodhound Gang.

## Ранние годы
Учился в университете Темпл, штат Пенсильвания, где познакомился с будущим участником Bloodhound Gang Джимми Попом. В настоящее время живёт в районе Кройцберг в Берлине, Германия. В разное время Хассельхофф утверждал, что является незаконнорожденным сыном, двоюродным братом и/или партнёром по теннису актёра сериала «Рыцарь дорог» Дэвида Хассельхоффа, хотя ничего из этого, по подтвержденным данным, не соответствует действительности.

## Карьера

### Bloodhound Gang
Будучи участником музыкальной группы Bloodhound Gang, Хассельхофф является лауреатом премии Echo и дважды удостоен престижной награды Comet award.

### Прочие проекты
В 2007 году Джаред выступил бас-гитаристом на сингле немецкого кранк-исполнителя Тони Дамаджера «Totalschaden». Также играл на басу и снимался в клипах вместе с Sido (на барабанах) и с B-Tight (на гитаре). 19 марта 2010 года принял участие в Скоростном съезде на воках 2010, в Оберхофе, Германия. Сыграл две эпизодические роли самого себя в немецком телесериале «Запретная любовь», транслировавшемся на немецком телеканале Das Erste с 23 по 24 июня 2008 года.
30 марта 2012 года Хассельхофф победил в четвёртом раунде двукратного олимпийского чемпиона по метанию диска Ларса Риделя и стал чемпионом Германии по боксу в тяжёлом весе.
Хассельхофф в настоящее время играет главную постоянную роль в телесериале ProSieben Circus HalliGalli, а также в похожих шоу «Duell um die Welt», «Die Beste Show der Welt» и «Mein Bester Feind».
Также является ведущим журнала альтернативной науки «Evil Science», который выходит на немецком канале ProSieben Maxx.

## Личная жизнь
В 2006 году Джаред перебрался в Кройцберг, округ Берлина, Германия, так как не был согласен с политикой Джорджа Буша. Он заявил, что не вернется в Соединенные Штаты до тех пор, пока Джордж Буш находится у власти. С 2006 по 2012 год был в отношениях с немецкой актрисой Шиной-Валешкой Юнг.
Джаред страдает обсессивно-компульсивным расстройством; однажды во время гастролей Bloodhound Gang он потребовал, чтобы в его райдере драже Skittles было рассортировано по разным цветам. Также Хассельхоф страдает синдромом раздражённого кишечника. Ещё он является самым высоким участником Bloodhound gang, имея рост в 6’5" (196 см).
В 2013 году украинские власти на пять лет запретили Джареду Хасселхоффу въезд в страну, после того как 30 июля, во время концерта Bloodhound Gang в Киеве, музыкант якобы помочился на украинский флаг. В интернете этот факт опровергли. 31 июля, во время концерта в Одессе, бас-гитарист со словами «Не рассказывайте об этом Путину» засунул флаг России в трусы, вытащил с обратной стороны и бросил в толпу. 2 августа группа должна была выступить в России, на рок-фестивале Kubana, на берегу Чёрного моря, но концерт был отменён. Вместо этого коллектив был допрошен полицией и покинул территорию России, подвергшись нападению казаков в аэропорту Анапы.

## Фильмография

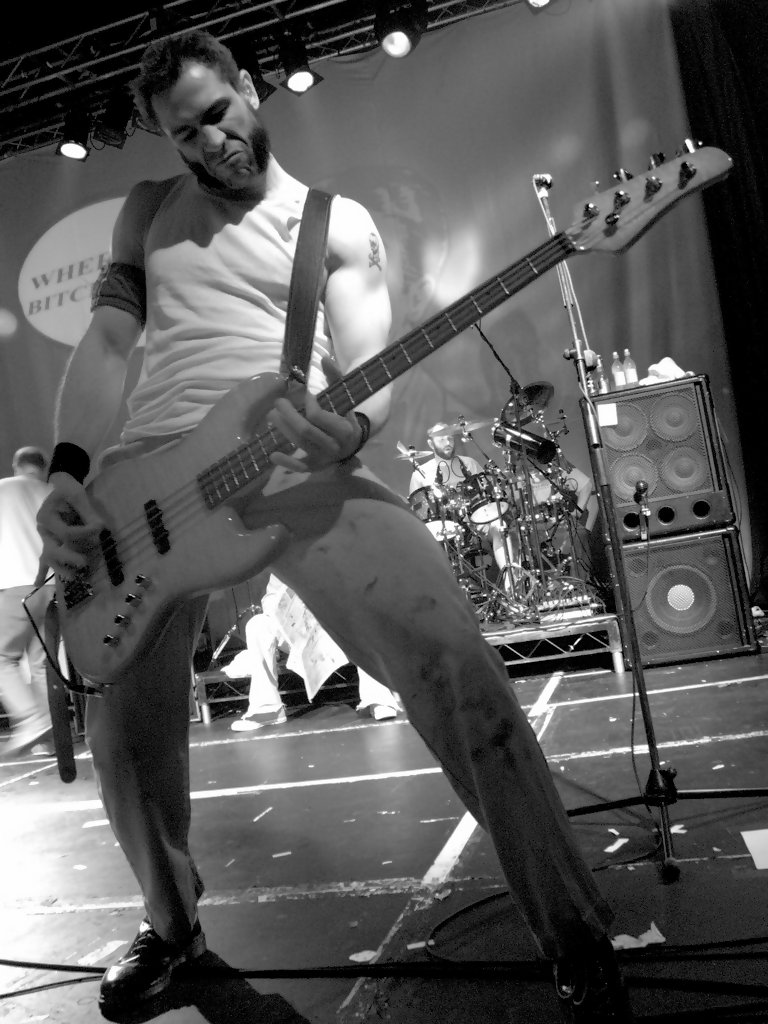
в 2005 году

| Год         | Название фильма                  | Роль                    |
| ----------- | -------------------------------- | ----------------------- |
| 2003 — 2005 | Viva la Bam                      | Эвил Джаред             |
| 2005        | White Men Can’t Rap              | Феникс                  |
| 2005        | A Halfway House Christmas        | Санта                   |
| 2005        | TV Total                         | Музыкальный гость       |
| 2005        | Video On Trial                   | Играет самого себя      |
| 2005        | Cribs                            | Джаред Хассельхофф      |
| 2006        | Howard Stern on Demand           | Эвил Джаред             |
| 2006        | The Dudesons Movie               | Эвил Джаред             |
| 2007        | Die Niels Ruf Show               | Музыкальный гость       |
| 2008        | Запретная любовь                 | Эвил Джаред             |
| 2008        | Street Customs Berlin            | Эвил Джаред             |
| 2008        | Minghags: The Movie              | Парамедик               |
| 2012        | Promi Boxing                     | The Bloodhound Butcher  |
| 2013 — 2016 | Circus Halligalli                | Эвил Джаред             |
| 2015        | Kartoffelsalat                   | Тошнотворный зомби #1   |
| 2015        | Mein Bester Feind                | Буфетчик                |
| 2015        | Bülents Grosse Überasschungsshow | Эвил Джаред             |
| 2015        | Duell um die Welt                | Ведущий в телевикторине |
| 2016        | Mein Bester Feind                | Well Greased Guy        |
| 2016        | Evil Science                     | Ведущий                 |
| 2017        | Die Beste Show der Welt          | Чемпион команды         |